# Hylaeus mesillae
Hylaeus mesillae là một loài Hymenoptera trong họ Colletidae. Loài này được Cockerell mô tả khoa học năm 1896.